# Marie-Thérèse de Soubiran
Pour les articles homonymes, voir Soubiran.
Sophie-Thérèse de Soubiran La Louvière, en religion Marie-Thérèse de Soubiran, née en France à Castelnaudary le 16 mai 1834 et décédée à Paris le 7 juin 1889, est une religieuse française, fondatrice des Sœurs de Marie Auxiliatrice. Elle est reconnue bienheureuse par l'Église catholique.

## Biographie

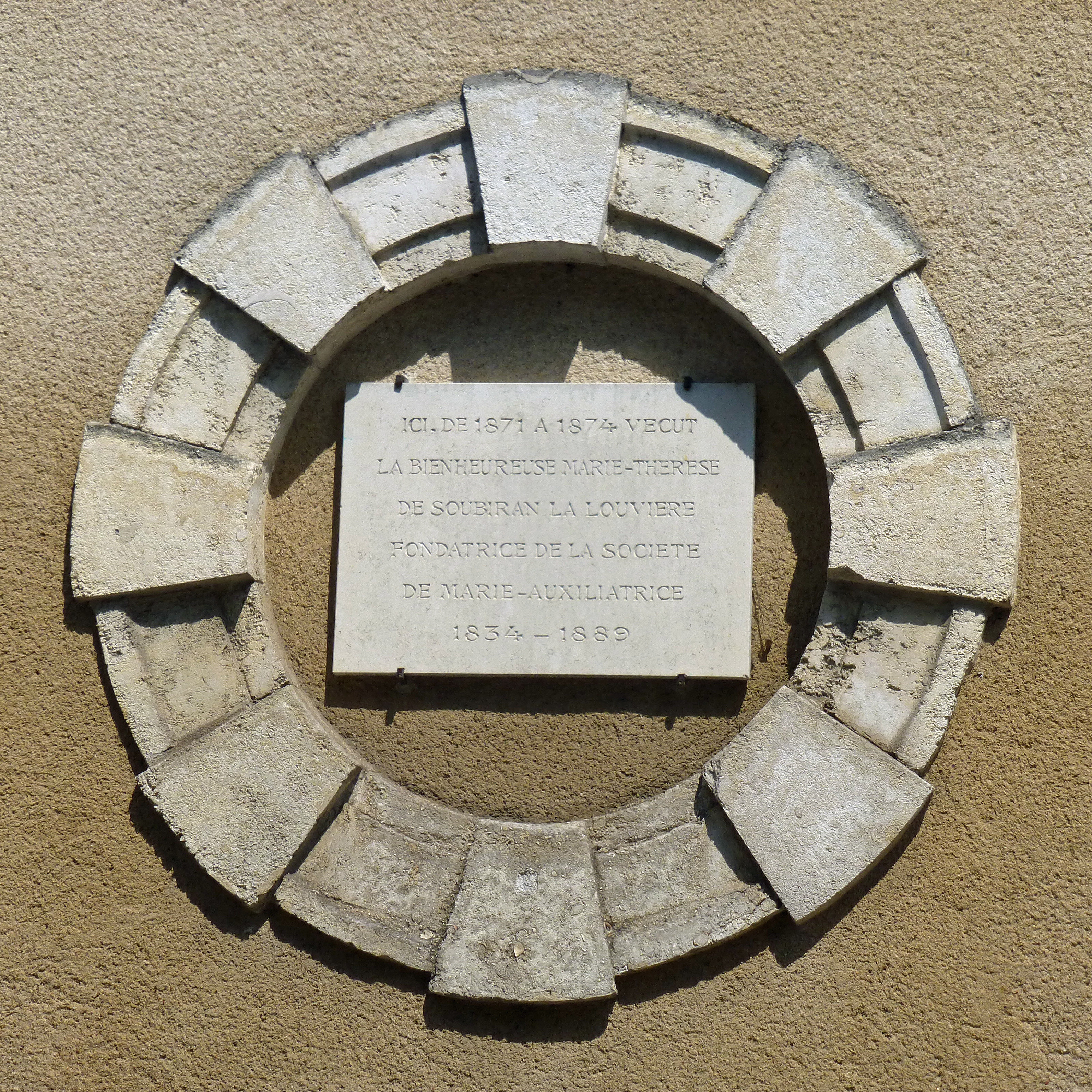
Plaque sur la maison de Bourges où vécut Marie-Thérèse de Soubiran de 1871 à 1874.

Elle est issue de la famille de Soubiran, ancienne famille du Midi de la France. Élevée par des parents profondément chrétiens, elle désire très jeune répondre à l'appel de Dieu et lui consacrer sa vie. À 20 ans, elle fait un essai de vie religieuse dans un béguinage de Gand en Belgique, mais cette expérience ne dure qu'un an et elle revient en France, où elle voudrait l'adapter. 
En 1854, avec quelques compagnes, elle ébauche une première forme de vie religieuse. Pendant plusieurs années, les sœurs partagent une vie de pauvreté dans la prière et le travail. Elles construisent une maison pour accueillir les fillettes pauvres, mais, à peine achevée, la maison est détruite par un incendie. 
Afin de mieux discerner le dessein de Dieu, Marie-Thérèse part à Toulouse en 1864 pour faire une retraite de trente jours. Dans la prière, elle comprend que Dieu lui demande de continuer la fondation ébauchée, mais en lui donnant une autre base, et qu'elle doit y demeurer pour en assurer la croissance. Sophie-Thérèse consacre alors la jeune congrégation à Marie, dont désormais toutes les Sœurs porteront le nom. La congrégation de Marie-Auxiliatrice est née. Les Sœurs adopteront la spiritualité ignatienne et trouveront Dieu aussi bien dans la prière que dans l'action apostolique.
La maison-mère de Toulouse fonde bientôt des maisons dans toute la France et même, après la guerre de 1870, en Angleterre. 
« Soutenir les jeunes filles de l'âge de quatorze ans à vingt cinq ans environ. Très spécialement cette partie de la jeunesse qui, sans famille, réside dans les grandes villes, fréquente l'atelier et les fabriques. Ce but étant un besoin de nos sociétés modernes qui centralisent tout et remplacent les familles chrétiennes par des masses d'individus ».
Pour mieux se mettre entre les mains de Dieu, « pour ne faire fond que sur Lui », Marie-Thérèse renonce à tous ses biens personnels par un vœu de pauvreté radical : Dieu lui donne une tâche à accomplir, elle compte uniquement sur Lui pour la réaliser. « Celui qui met sa confiance en Dieu est fort de la force même de Dieu ».
Mais la Mère Marie-François, l'assistante générale, la supplante à la tête de la congrégation et la chasse. En 1874, elle échoue à Paris où elle est recueillie par les sœurs de Notre-Dame de Charité. Elle mène alors une vie très effacée jusqu'à sa mort le 7 juin 1889. Un an plus tard, une nouvelle supérieure est élue à la tête de la congrégation de Marie-Auxiliatrice et Mère Marie-Thérèse est réhabilitée.

## Béatification
Elle est béatifiée Le 20 octobre 1946 à Rome  par Pie XII. Sa fête est le 7 juin.